# Elizabeth Odio Benito

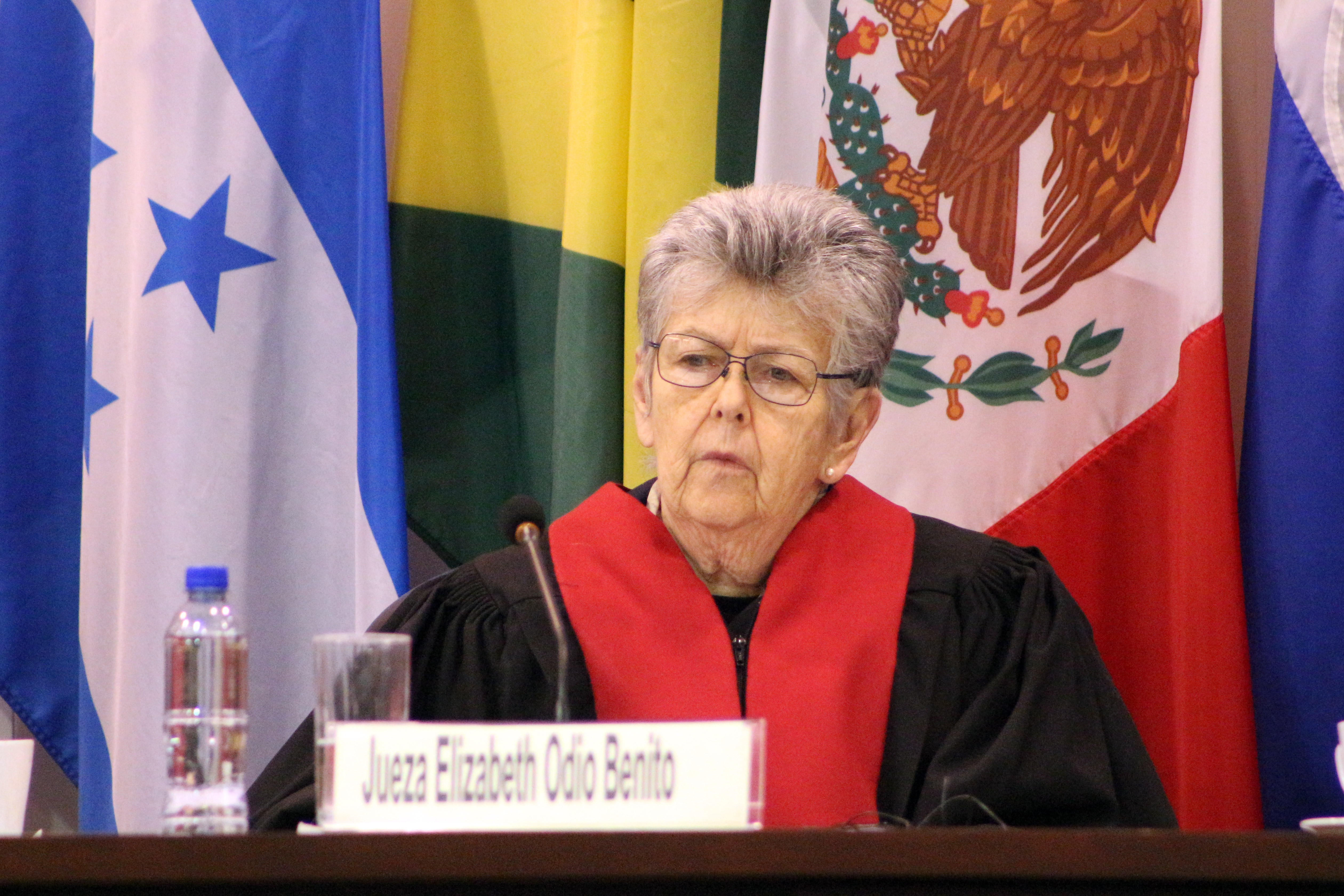
Elizabeth Odio Benito

Elizabeth Odio Benito (* 15. September 1939 in Puntarenas) ist eine Juristin aus Costa Rica. Sie fungierte in ihrem Heimatland mehrfach als Ministerin sowie von 1998 bis 2002 als Vizepräsidentin. Darüber hinaus wirkte sie von 1993 bis 1998 als Richterin am Internationalen Strafgerichtshof für das ehemalige Jugoslawien, von 2003 bis 2012 gehörte sie dem Internationalen Strafgerichtshof an.

## Leben
Elizabeth Odio Benito wurde 1949 in Puntarenas geboren und schloss 1964 ein Studium der Rechtswissenschaften an der Universidad de Costa Rica ab, an der sie anschließend als Dozentin und ab 1986 als Professorin tätig war. Außerdem unterrichtete sie als Gastprofessorin an verschiedenen Hochschulen in Europa und den USA. Von 1978 bis 1982 und von 1990 bis 1994 fungierte sie als Justizministerin sowie von 1998 bis 2002 als Vizepräsidentin und Umwelt- und Energieministerin ihres Heimatlandes. Als Justizministerin vertrat sie unter anderem die Regierung ihres Heimatlandes im sogenannten Gallardo-Fall vor dem Interamerikanischen Gerichtshof für Menschenrechte.
Von 1993 bis 1998 wirkte sie als Richterin und einzige Vertreterin Lateinamerikas am Internationalen Strafgerichtshof für das ehemalige Jugoslawien, darunter von 1993 bis 1995 als Vizepräsidentin des Gerichts. Von 2003 bis 2012 war sie Richterin am Internationalen Strafgerichtshof in Den Haag, an dem sie der Hauptverfahrensabteilung angehörte und von 2003 bis 2006 als zweite Vizepräsidentin tätig war. Nominiert wurde sie durch die Regierung Panamas über die Vorschlagsliste A für Kandidaten mit ausgewiesener Kompetenz im Bereich des Straf- und Strafprozessrechts. Ab 2016 fungierte sie als Richterin am Interamerikanischen Gerichtshof für Menschenrechte, ihre Amtszeit endete turnusgemäß im Jahr 2021.
Seit dem Jahr 2000 ist sie auch Mitglied des Ständigen Schiedshofs. Die St. Edward’s University in Austin verlieh Elizabeth Odio Benito im Mai 2004 einen Ehrendoktortitel in Anerkennung ihres Einsatzes für den Frieden, die Menschenrechte und die internationale Rechtsprechung.